# Nils Petter Molvær
Nils Petter Molvær, også kendt som NPM (født 18. september 1960) er en norsk jazztrompetist, komponist og producer.
Hans stil fusionerer jazz og elektronisk musik, eksemplificeret ved albummet, "Khmer".
Nils Petter Molvær blander mange stilarter som jazz, ambient, house og diverse beats med elementer fra 'hip hop', rock og popmusik. Hans musik er inspireret af Miles Davis og Jon Hassell.
I Danmark har Molvær spillet sammen med blandt andre Ginman/Blachman/Dahl.